# Crédit Mutuel de la Vallée
Die Crédit Mutuel de la Vallée SA ist eine im ehemaligen Bezirk La Vallée verankerte, 1865 gegründete Schweizer Regionalbank mit Sitz in der Gemeinde Le Chenit. Ihr Tätigkeitsgebiet liegt im Retail Banking, im Hypothekargeschäft und im Bankgeschäft mit kleinen und mittleren Unternehmen. Die Crédit Mutuel de la Vallée SA beschäftigt sieben Mitarbeiter und hatte per Ende 2009 eine Bilanzsumme von 160 Millionen Schweizer Franken.
Die Crédit Mutuel de la Vallée SA ist als selbständige Regionalbank der RBA-Holding angeschlossen.